# ترویانی
ترویانی (به لهستانی: Trojany) نام روستایی در استان ماسوویان کشور لهستان است. این روستا در ۳۶ کیلومتری شمال شرق ورشو واقع شده است.